# 北京神社
北京神社（ペキンじんじゃ）は、現在の中華人民共和国北京市東城区布貢院東大街にかつて存在した神社である。祭神は天照大神、明治天皇、国魂大神だった。
北京神社は1940年6月6日に創建し、敷地は清朝の貢院跡だった。官国幣社の小社に準ずる神社だった。日中戦争中、北京市では北京神社のほか、西郊の八宝山に壮大な北支神宮を創建する計画もあった。戦後、北京神社は国民革命軍に略奪されたのち、解体された。敷地は現在、中国社会科学院が建てられており、神社の遺構は現存しない。